# Schwegenheim
Schwegenheim là một đô thị thuộc huyện Germersheim, bang Rheinland-Pfalz, phía tây nước Đức. Đô thị Schwegenheim có diện tích 12,27 km², dân số thời điểm ngày 31 tháng 12 năm 2006 là 2911 người.